# Хранитель Коллегии августалов
Хранитель Коллегии августалов — останки мужчины, обнаруженные в городе Геркуланум, уничтоженном при извержении Везувия в 79 году нашей эры. Предположительно, содержат единственный известный образец стеклованного человеческого мозга.

## История изучения
Останки были найдены в 1960-х годах в здании Коллегии августалов (лат. Collegium Augustalium) в Геркулануме. Погибший был мужчиной примерно двадцати пяти лет и лежал на деревянной кровати на животе; его скелет обуглился, а череп лопнул из-за жара. Останки не вызывали научного интереса до 2020 года, когда антрополог Пьерпаоло Петроне из Неаполитанского университета обнаружил в черепе чёрное вещество, похожее на стекло, которое не встречалось в других частях скелета и окружающем его пепле. Пьеро Пуччи из Центра генной инженерии и продвинутых биотехнологий провёл протеомический анализ этого вещества и обнаружил в нём несколько белков, свойственных тканям человеческого мозга, а также человеческие жирные кислоты и составляющие человеческих волос; на основании этого он сделал вывод, что вещество представляло собой мозг жертвы.
Другой особенностью данного скелета являются твёрдые губчатые образования в районе грудной клетки; Петроне предполагает, что они представляют собой результат расплавления и кристаллизации жирных кислот из мягких тканей тела. Это явление не имеет аналогий среди других археологических находок, но нечто подобное можно было наблюдать у останков жертв бомбардировок Гамбурга и Дрездена во время Второй мировой войны.
В 2020 году Александра Мортон-Хэйворд из Оксфордского университета и её команда опубликовали исследование, ставящее под сомнение идентификацию чёрного стеклообразного вещества как мозговой ткани; согласно их результатам, пирокластические потоки в Геркулануме не могли быть достаточно горячими и при этом остывать достаточно быстро, чтобы вызвать стеклование. Они также отмечали, что неаффилированные учёные не смогли получить доступ к образцам для независимого анализа.
Впоследствии в 2020 и 2021 годах Петроне с соавторами опубликовал две статьи, в которых описывал обнаружение в веществе структур, очень похожих на нейроны; их длинные отростки имеют средний диаметр от 550 до 830 нм, что соответствует диаметру аксонов живых нейронов в белом веществе.
В 2025 году геолог и вулканолог Гвидо Джордано предположил, что перед пирокластическими потоками город накрыло раскалённое облако пепла температурой не менее 510 °C, что и привело к стеклованию мозга; скорость остывания вещества должна была составлять порядка 1000 К/с.

## Свойства вещества
Вещество представлено фрагментами размером от 0,5 до 5 мм. Его средняя плотность составляет около 1000 кг/м³. Структура вещества достаточно однородна: его микропористость по объёму равна 1,4 %.
Анализ вещества методом энергодисперсионной рентгеновской спектроскопии показал, что оно полностью органическое: по массе оно состоит на 57,69 % из углерода и на 36,52 % из кислорода. Также в малых количествах обнаружены натрий, хлор, калий, магний, алюминий и кремний.